# Dar asz-Szawi
Dar asz-Szawi (arab. دار الشاوي, Dār aš-Šāwī; fr. Dar Chaoui) – miejscowość w północnym Maroku, w regionie Tanger-Tetuan-Al-Husajma, w prefekturze Tanger-Asila. W 2014 roku liczyła 1283 mieszkańców.